# Nomia ivoirensis
Nomia ivoirensis is een vliesvleugelig insect uit de familie Halictidae. De wetenschappelijke naam van de soort is voor het eerst geldig gepubliceerd in 1990 door Pauly.